# Cavin Lobo
Cavin Peter Lobo (Goa, 4 april 1988) is een Indiaas voetballer die bij voorkeur als middenvelder speelt. Sinds 2012 speelt hij voor East Bengal FC, dat hem in het najaar van 2014 verhuurde aan Atlético de Kolkata.

## Carrière

### Begin
In 2010 speelde Lobo bij Sporting Clube de Goa in de I-League 2nd Division en voor het regionale elftal van Goa in de Santosh Trophy. Na een goed seizoen voor Goa in de Santosh Trophy tekende hij een contract in de I-League bij regerend kampioen Dempo SC voor het seizoen 2010/11.
In 2011 vertrok hij naar Mumbai FC. Namens die club maakte hij twee doelpunten. Zijn eerste doelpunt maakte hij op 22 december 2011 in de met 4–0 gewonnen wedstrijd tegen HAL, het tweede doelpunt maakte hij op 6 februari 2012 in de met 2–1 gewonnen wedstrijd tegen Churchill Brothers.

### East Bengal
Aan het begin van het seizoen 2012/13 tekende Lobo een contract bij East Bengal FC. Zijn debuut voor de club uit Calcutta maakte hij op 30 december 2012; in de gewonnen wedstrijd tegen Pailan Arrows mocht hij drie minuten voor tijd invallen voor de Nigeriaan Penn Orji. Op 8 mei 2013 maakte hij zijn eerste doelpunt van het seizoen in de wedstrijd tegen United Sikkim.

### Atlético de Kokata
Op 23 oktober 2014 maakte Lobo twee doelpunten in de wedstrijd tegen FC Goa. Hierdoor werd hij de eerste speler uit India die twee doelpunten in één wedstrijd maakte in de Indian Super League.

## Interlandcarrière
Op 12 maart 2015 maakte Lobo zijn debuut voor India in de met 2–0 gewonnen thuiswedstrijd tegen Nepal.
| Interlands van Cavin Lobo voor India | Interlands van Cavin Lobo voor India | Interlands van Cavin Lobo voor India | Interlands van Cavin Lobo voor India | Interlands van Cavin Lobo voor India | Interlands van Cavin Lobo voor India |
| №                                    | Datum                                | Wedstrijd                            | Uitslag                              | Soort wedstrijd                      | Doelpunten                           |
| Als speler bij East Bengal FC        | Als speler bij East Bengal FC        | Als speler bij East Bengal FC        | Als speler bij East Bengal FC        | Als speler bij East Bengal FC        | Als speler bij East Bengal FC        |
| ------------------------------------ | ------------------------------------ | ------------------------------------ | ------------------------------------ | ------------------------------------ | ------------------------------------ |
| 1.                                   | 12 maart 2015                        | India – Nepal                        | 2 – 0                                | WK 2018 (kwalificatie)               | 0                                    |
| 2.                                   | 17 maart 2015                        | Nepal – India                        | 0 – 0                                | WK 2018 (kwalificatie)               | 0                                    |
| 3.                                   | 16 juni 2015                         | Guam – India                         | 2 – 1                                | WK 2018 (kwalificatie)               | 0                                    |
| 4.                                   | 31 augustus 2015                     | India – Nepal                        | 0 – 0                                | Vriendschappelijk                    | 0                                    |
| 5.                                   | 8 september 2015                     | India – Iran                         | 0 – 3                                | WK 2018 (kwalificatie)               | 0                                    |
| 6.                                   | 13 oktober 2015                      | Oman – India                         | 3 – 0                                | WK 2018 (kwalificatie)               | 0                                    |
| 7.                                   | 12 november 2015                     | India – Guam                         | 1 – 0                                | WK 2018 (kwalificatie)               | 0                                    |

## Statistieken
| Seizoen         | Club                | Competitie      | Competitie | Competitie | Beker | Beker | Internationaal | Internationaal | Totaal | Totaal |
| Seizoen         | Club                | Competitie      | Wed.       | Dlp.       | Wed.  | Dlp.  | Wed.           | Dlp.           | Wed.   | Dlp.   |
| --------------- | ------------------- | --------------- | ---------- | ---------- | ----- | ----- | -------------- | -------------- | ------ | ------ |
| 2012/13         | East Bengal FC      | I-League        | 9          | 1          | 0     | 0     | 2              | 0              | 11     | 1      |
| 2013/14         | East Bengal FC      | I-League        | 23         | 2          | 2     | 0     | 6              | 0              | 31     | 2      |
| 2014            | Atlético de Kolkata | ISL             | 6          | 2          | –     | –     | –              | –              | 6      | 2      |
| 2014/15         | East Bengal FC      | I-League        | 2          | 0          | 4     | 0     | –              | –              | 6      | 0      |
| Carrière totaal | Carrière totaal     | Carrière totaal | 40         | 5          | 6     | 0     | 8              | 0              | 54     | 5      |

Bijgewerkt t/m 20 maart 2015

## Erelijst
Atlético de Kolkata
- Indian Super League: 2014